# Nikolaj Brašman
Nikolaj Brašman, také Nikolaj Dmitrijevič Brašman, rusky Никола́й Дми́триевич Бра́шман (14. června 1796, Rousínov – 25. května 1866, Moskva) byl česko-rakousko-ruský matematik. Jeho učitelem byl další významný český rodák, astronom Joseph Johann von Littrow. Jeho žáky byli Pafnutij Lvovič Čebyšev a August Juljevič Davidov. Narodil se na Moravě. Matematiku vystudoval na Vídeňské univerzitě a Vídeňské polytechnice. Roku 1824 odjel do Petrohradu a později přijal místo na Kazaňské univerzitě v Tatarstánu. V roce 1834 se stal profesorem aplikované matematiky na Moskevské univerzitě. Zde založil Moskevskou matematickou společnost a její časopis Matematičeskij sbornik (Математический сборник). Roku 1855 se stal členem-korespondentem Ruské akademie věd.